# José Francisco Insignares
José Francisco Insignares Sierra (Baranoa, 2 de octubre de 1842-Barranquilla, 2 de octubre de 1934) fue un abogado, empresario y político colombiano.
Fue tres veces gobernador de Atlántico, y ministro entre otros cargos. 

## Biografía
Insignares Sierra era hijo del también empresario José Francisco Insignares de Llanos, por lo cual formaba parte de una importante y poderosa familia de políticos y terratenientes del Caribe Colombiano. La familia Insignares poseía un gran capital político y grandes extensiones de tierras dedicadas a la ganadería.
Estudia y se gradúa de abogado en la institución San Bartolomé de Bogotá, incursionando en el campo intelectual con su libro Ensayos de crítica Social, publicado en 1874, que es una serie de escritos sobre consideraciones políticas, derecho constitucional y teoría pedagógica.
Toma partido por los conservadores en las guerras civiles del final del siglo XIX, acudiendo al llamado de este partido para combatir el gobierno de Aquileo Parra, participando en la Guerra Civil de 1876. En esta contiendo participó como secretario del jefe conservador Felipe Farías. Finalizada la guerra fue elegido presidente del Partido Conservador.
En la Guerra Civil de 1885 presta servicio bajo el mando del general Rafael Reyes. Tras esto es nombrado Secretario General del Estado Soberano de Bolívar, cargo que ejerce hasta ser llamado a formar parte del Consejo Nacional de Delegatorios, que promulgó la Constitución de 1886. Dos años después es enviado como Ministro Plenipotenciario y Enviado Extraordinario de Colombia en Venezuela, para después ocupar el Ministerio del Tesoro durante la presidencial de Manuel Antonio Sanclemente.
En 1903 es nombrado Gobernador de Bolívar, destacando su administración por el respeto a los liberales, incluso dándoles cabida en el gabinete. Además, utilizó este puesto para organizar la campaña de Rafael Reyes en el Caribe. Durante las elecciones presidenciales de 1904, supuestamente participó del fraude electoral en la Provincia de Padilla (Actual departamento de La Guajira), que facilitó la victoria de Reyes.
En 1905 participa de la Asamblea Nacional Constituyente convocada por Reyes, en la que representa al Departamento de Magdalena. Después, promueve junto con otras personalidades de la élite Barranquillera la fundación del Departamento de Atlántico para romper el poder de la élite de Cartagena. Una vez fundado el nuevo departamento, viaja a Suiza a estudiar su gobierno y sistema educativo.
Siendo gobernador donó algunos terrenos que sirvieron para que decretara la fundación el 20 de julio de 1908, en conmemoración de la Independencia de Colombia, del Colegio de Barranquilla para Barones (Codeba). Además, le tocó reorganizar las rentas locales del licor, esto tras el fin del Monopolio del Gobierno Nacional sobre el licor, pasando este monopolio a depender de los departamentos.
En 1912 fue uno de los fundadores de la Fábrica de Licores de Atlántico, junto con otras prominentes personalidades políticas del momento, como el también exgobernador Diego A. de Castro y los empresarios Alejandro M. Lafaurie y Francisco Salcedo. Esta empresa pronto monopolizó la producción y el comercio de licores en Atlántico, valiéndose de la prominencia de sus propietarios para influir en las decisiones de la gobernación y que estas siempre favorecieran a la compañía, debilitando a los pequeños empresarios.
Entre 1918 y 1919 es Ministro de Instrucción Pública del gobierno de Marco Fidel Suárez, puesto desde el cual promueve la educación primaria. También ejerció como Ministro de Obras Públicas encargado bajo el mismo gobierno.
Durante un tercer mandato como gobernador abrió la Biblioteca Departamental, el 1.° de octubre de 1922.
Como uno de los hombres más ricos de Barranquilla, en 1928, hizo la donación de unos predios en el barrio El Recreo para la construcción de los tanques del acueducto de la ciudad.
Además de lo ya mencionado, Insignares llegó a múltiples cargos de elección popular, entre ellos al de concejal de Barranquilla, Senador por Bolívar y Representante a la Cámara por Atlántico. Adicionalmente tuvo múltiples negocios que incluían la ganadería, el comercio de frutas, la exportación de mercancías, destilación de rones y curtiduría.